# Ryan Kalil
Ryan Kalil (født 29. marts 1985 i Corona, Californien, USA) er en amerikansk football-spiller, der spiller som center for NFL-holdet Carolina Panthers. Han har spillet for holdet hele sin NFL-karriere, startende i 2007.
Kalils blev i 2009 udtaget til NFL's All-Star kamp, Pro Bowl.

## Klubber
- 2007-: Carolina Panthers